# Op regels gebaseerde wereldorde

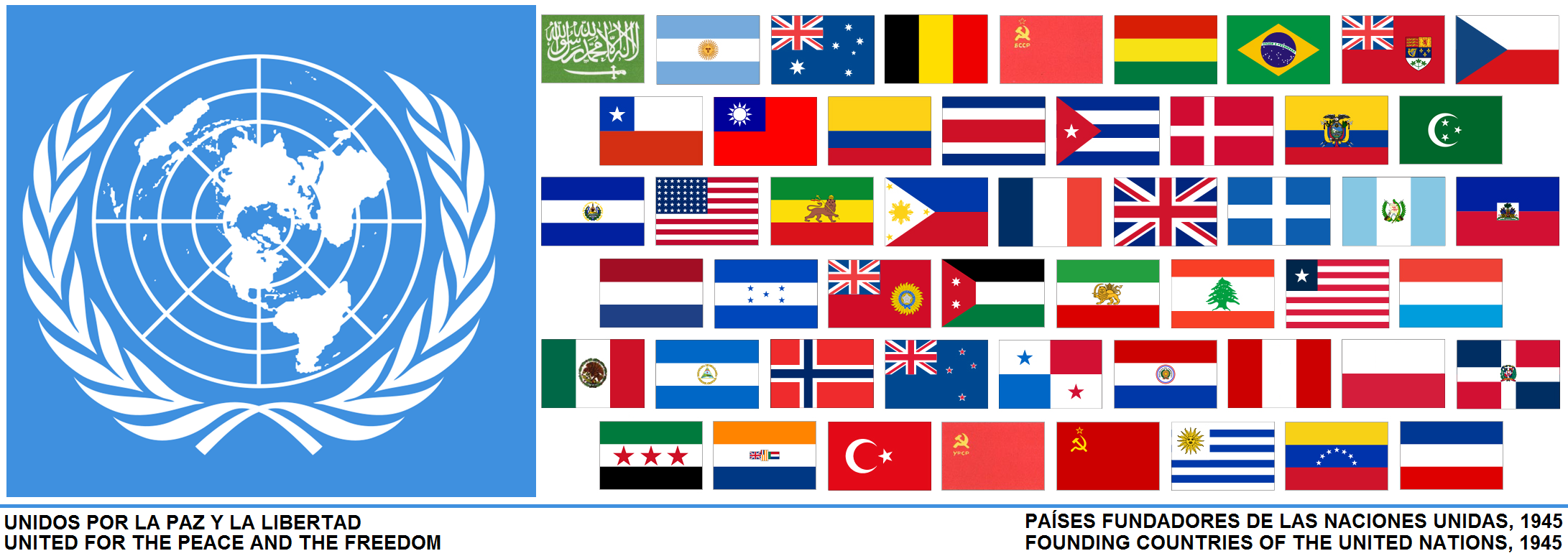
De VN in 1945.

Op regels gebaseerde orde of op regels gebaseerde wereldorde, in het Engels bekend als rules-based order (RBO), rules-based international order (RBIO) of ook (neo-)liberale internationale orde, is een term die sinds de jaren 2000 vooral in Westerse landen wordt gebruikt om de bestaande, gewezen of gewenste wereldorde te omschrijven. 
Er bestaat echter geen eenduidige omschrijving. De betekenis van de term hangt af van wie hem gebruikt; de onderliggende regels en hun oorsprong zijn onduidelijk. Zo verschilt het concept aanzienlijk vanuit het perspectief van de VS, Europa, India of China. Sommige landen verwerpen deze term helemaal, en vertrouwen daarentegen op internationaal recht als grondslag voor de supranationale, gevestigde rechtsorde. 
Definities werden voorgesteld door internationaal politicologen als John Ikenberry, Stewart Patrick en anderen.
In 2018, bij de opening van de 73e zitting van de Algemene Vergadering van de Verenigde Naties, riep secretaris-generaal António Guterres op tot een hernieuwde inzet voor multilateralisme, de op regels gebaseerde internationale orde, op basis van de Verenigde Naties, en de instellingen en verdragen die ermee samenhangen: 
Het multilateralisme ligt onder vuur, juist nu we dat het hardst nodig hebben. In het licht van de enorme existentiële bedreigingen voor mens en planeet - maar ook in een tijd van beloftevolle mogelijkheden voor rechtvaardige welvaartsverdeling - is er geen andere weg vooruit dan collectieve, op gezond verstand gebaseerde actie voor het algemeen welzijn. Zo kunnen we het wederzijds vertrouwen herstellen.

## Geschiedenis
Aan de oorsprong van het concept liggen onder meer de oprichting van de Verenigde Naties door de Geallieerden in de jaren 1943-1945 en het systeem van Bretton Woods in 1944, waarbij  een stelsel van vaste wisselkoersen werd ingevoerd, met de Amerikaanse dollar als referentie. Ook werden toen het IMF en de Wereldbank opgericht. 
Een aantal politieke waarnemers is echter van oordeel dat de “op regels gebaseerde wereldorde” in de 21e eeuw onder druk is komen te staan. Met name de BRICS-landen zouden een radicaal andere wereldorde voorstaan.

## Uiteenlopende interpretatie

### Europese Unie
Volgens de Europese Unie vragen de uitdagingen van de 21e eeuw om meer, niet minder, multilateraal bestuur en op regels gebaseerde internationale samenwerking. De EU heeft duidelijke strategische prioriteiten vastgesteld voor kwesties die geen enkel land alleen aankan: vrede en veiligheid, mensenrechten en de rechtsstaat, duurzame ontwikkeling, volksgezondheid of klimaat. De EU ziet de “op regels gebaseerde internationale orde” eerder in de zin van Soft law dan als politieke definitie.   
“Om de vrede en stabiliteit en de multilaterale orde te bewaren, moet de EU haar samenwerking versterken met de Organisatie voor Veiligheid en Samenwerking in Europa, de Raad van Europa en de Noord-Atlantische Verdragsorganisatie (NAVO), evenals met andere regionale organisaties zoals de Afrikaanse Unie (AU), de Gemeenschap van Latijns-Amerikaanse en Caraïbische Staten (CELAC) en de Associatie van Zuidoost-Aziatische Staten (ASEAN).”

#### Duitsland
Het federale ministerie van Buitenlandse Zaken noemt naast de Verenigde Naties en het internationaal recht voorts expliciet de VN-Agenda 2030, G7 en G20, NAVO, OVSE en de Raad van Europa als onderdelen van de op regels gebaseerde orde. In Duitsland werd de term vanaf 2017 door deskundigen inzake buitenlands beleid voorgesteld en sindsdien steeds vaker gebruikt in plaats van de term "internationaal recht".

### Verenigde Staten en Australië
In de VS en Australië verwijst de “op regels gebaseerde orde” naar de wereldwijde suprematie van de VS en haar militaire allianties in de regio Azië-Stille Oceaan, die al sinds de jaren 1960 wordt gepostuleerd. In Australië is deze “op regels gebaseerde orde” een centraal concept sinds de White Papers over Defensie uit 2009. In de VS werd de term voor het eerst gebruikt onder president Obama, in de National Security Strategy (NSS) in 2015, volgens welke sterk en duurzaam Amerikaans leiderschap onmisbaar is voor de wereldorde. Zowel Rusland als China worden beschouwd als een bedreiging voor deze wereldorde.:p. 223 In de VS is de term begin jaren 2020 onder toppolitici steeds meer in de plaats gekomen van de gevestigde term "internationaal recht". De motivatie voor het gebruik van de vage term is dat de VS geen lid is van veel multilaterale (ontwapenings-)verdragen en op deze manier haar belangen kan laten gelden.:p. 226-228
De VS-interpretatie van “op regels gebaseerde orde” oogst echter ook in eigen land kritiek, onder meer uit conservatieve,liberale en libertijnse hoek, en van politicologen als John Ikenberry en John Mearsheimer.  

### Rusland en China
China en Rusland verwerpen het concept zonder meer, omdat ze het beschouwen als synoniem met een wereldorde onder leiding van de VS. Zij pleiten daarentegen voor het  internationaal recht als grondslag voor internationale relaties, met de VN in het centrum.

### India
India beschouwt, sedert de regering-Modi, de soevereiniteit en territoriale integriteit van staten en de gelijkheid van alle landen als de kern van de wereldorde. Volgens India moet de wereldorde echter tot stand komen door middel van dialoog, en de bijbehorende regels en normen moeten gebaseerd zijn op de toestemming van iedereen, niet op de macht van enkelen. De Modi-regering bedoelt hiermee waarschijnlijk niet alleen China, maar ook op de VS en haar bondgenoten. Vanuit een Indiaas perspectief wordt het huidige internationale systeem nog steeds gedomineerd door de westerse superioriteit.
India pleit verder voor hervormingen in de VN-Veiligheidsraad en andere internationale instellingen zoals het Internationaal Monetair Fonds en de Wereldbank.

## Juridische grondslag
Sommige juristen trekken de juridische grondslag van het concept in twijfel: het concept “op regels gebaseerde orde” is kennelijk ruimer dan “internationaal recht”, dat zijn wettelijk bindende regels die zijn gebaseerd op de toestemming van elke afzonderlijke staat. Het concept “op regels gebaseerde orde” omvat dan zowel traditionele internationale rechtsregels als wat gewoonlijk “soft law” wordt genoemd, gemaakt door zowel staten als niet-statelijke actoren. Maar dat zijn wettelijk niet-bindende politieke verplichtingen. Bepaalde staten worden dan opgeroepen zich te houden aan die internationale “regels” waar deze staten eigenlijk niet formeel mee hebben ingestemd en dus niet door gebonden zijn.